# David Sieveking

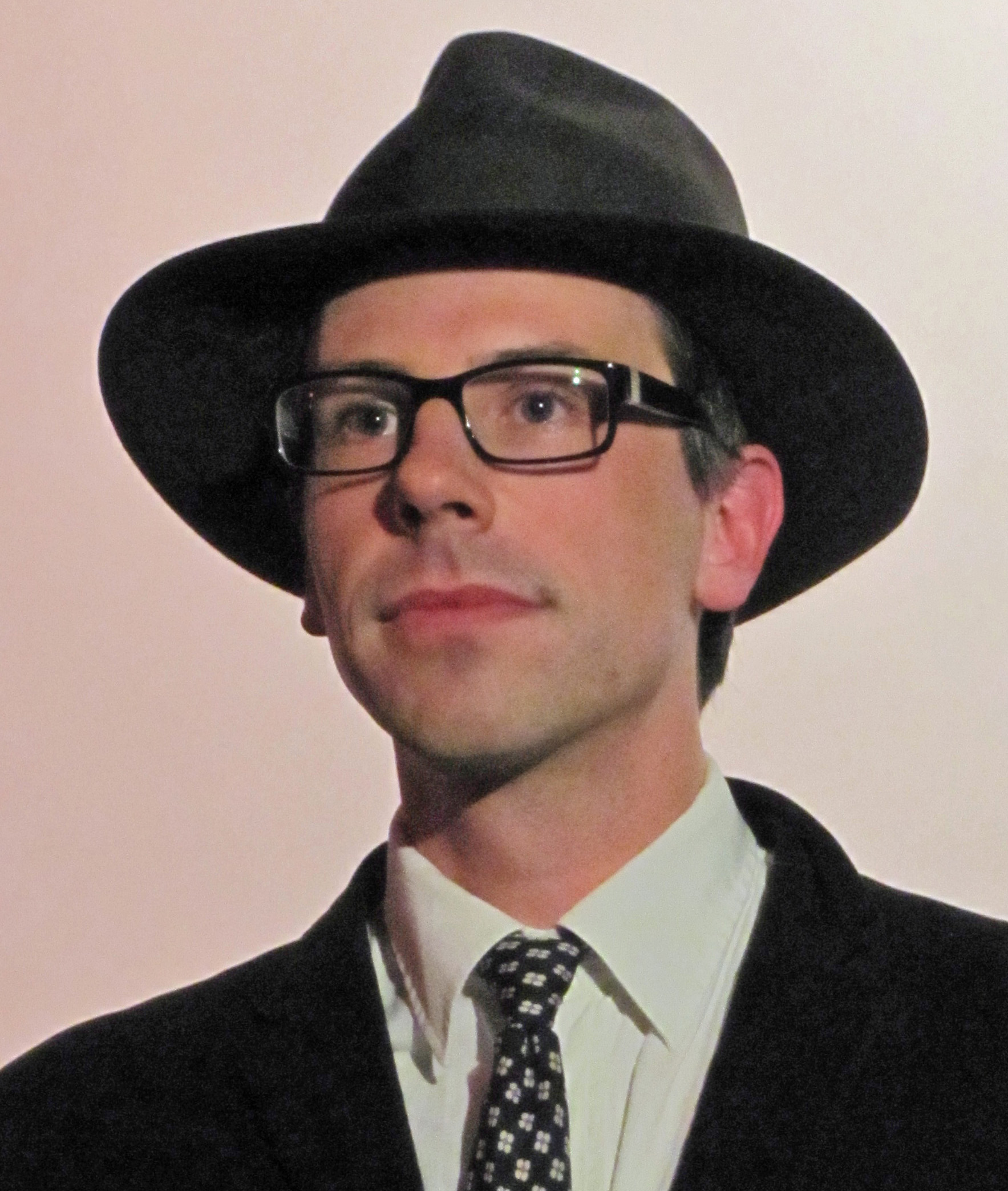
David Sieveking (2010) bei der Präsentation seines Films „David wants to fly“ in Frankfurt am Main

David Sieveking (* 10. September 1977 in Friedberg (Hessen)) ist ein deutscher Filmregisseur, Drehbuchautor, Filmeditor und Filmproduzent.

## Leben
Sieveking wuchs in Bad Homburg vor der Höhe auf. Nach seiner Zivildienstzeit studierte Sieveking von 2000 bis 2007 an der Deutschen Film- und Fernsehakademie Berlin (dffb) Regie. Während seines Studiums arbeitete er als Editor, Regieassistent und Darsteller für Kino und Fernsehen, realisierte erste Kurz- und Dokumentarfilme und nahm erstmals am Berlinale Talent Campus teil. Sein Studium schloss er mit dem Dokumentarfilm Senegallemand ab, der seine Premiere beim Filmfest München hatte. Sein Kinodebüt hatte er 2010 mit dem Dokumentarfilm David wants to fly, der erstmals bei den Internationalen Filmfestspielen Berlin und anschließend auf über 40 internationalen Festivals gezeigt wurde.
Sieveking lebt in Berlin zusammen mit der Filmkomponistin Jessica de Rooij, das Paar hat zwei Töchter.

## Filmografie
- 2000: Nachdreh (Kurzspielfilm, Buch und Regie)
- 2003: Die Amerikanische Botschaft oder Warum wir uns bewegen (Kurzspielfilm, Buch und Regie)
- 2005: Asyl (Episodenspielfilm, Episode Mr. Singh, Buch und Regie)
- 2007: Senegallemand (Dokumentarfilm, Buch und Regie)
- 2010: David wants to fly (Dokumentarfilm, Buch und Regie)
- 2012: Vergiss mein nicht (Dokumentarfilm, Buch und Regie)
- 2017: Eingeimpft (Dokumentarfilm, Buch und Regie)
- 2022: WAS UNS AM LEBEN HÄLT (Dokumentarfilm, Buch und Regie)[3]

## Auszeichnungen

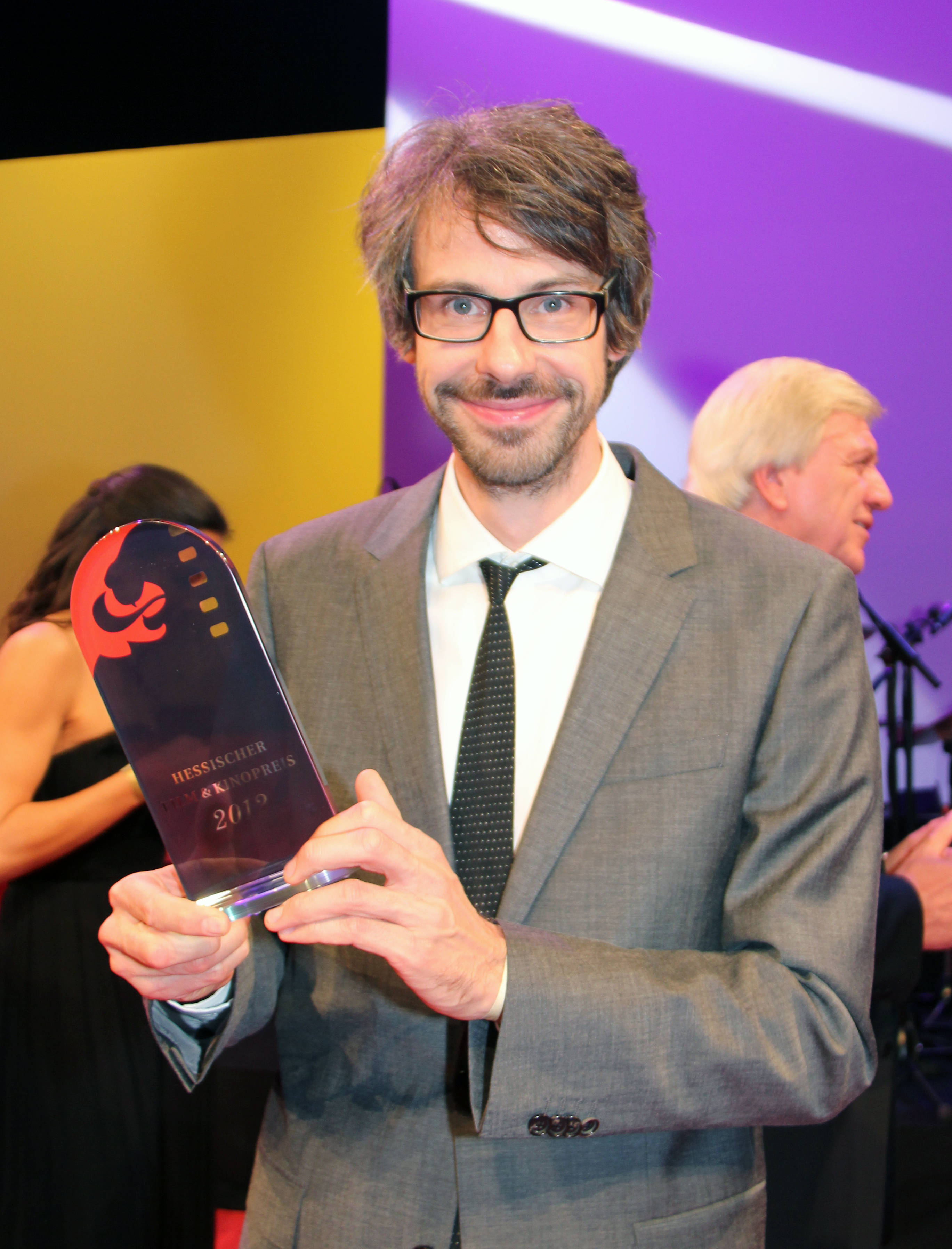
Preisträger David Sieveking beim Hessischen Film- und Kinopreis 2012

- 2000: Hessischer Nachwuchspreis für Nachdreh
- 2004: Nachwuchspreis beim up-and-coming für Die Amerikanische Botschaft
- 2004: Kritiker- und Publikumspreis der Bremer Young Collection 28 für Die Amerikanische Botschaft
- 2010: Hessischer Filmpreis für David wants to fly als Bester Dokumentarfilm
- 2012: Hauptpreis der Sektion „Semaine de la critique“ beim Locarno Festival für Vergiss mein nicht
- 2012: Hessischer Filmpreis für Vergiss mein nicht als Bester Dokumentarfilm
- 2012: Preis des Goethe-Instituts beim Internationalen Leipziger Festival für Dokumentar- und Animationsfilm  für Vergiss mein nicht
- 2013: Förderpreis der DEFA-Stiftung für junges Kino